# Massif Dékou-Dékou
Le massif Dékou-Dékou est une formation montagneuse de Guyane, dans le Nord-Ouest du département, sur la rive droite du Maroni. Son point culminant s'élève à environ 580 m d'altitude.

## Géographie

### Situation, topographie
Le massif domine les villes de Saint-Laurent-du-Maroni et d'Apatou.

### Faune et flore
Près de 25 espèces animales sont typiques de cette zone, tant mammifères, que reptiles ou oiseaux, dont :
- des jaguars, des Atèles noirs, pour les mmamifères ;
- des Jacamars bruns, Grands Jacamars, pour les oiseaux ;
- des serpents du genre Atractus.

La végétation est caractérisée par une forêt dense, de type tropical.

### Hydrographie

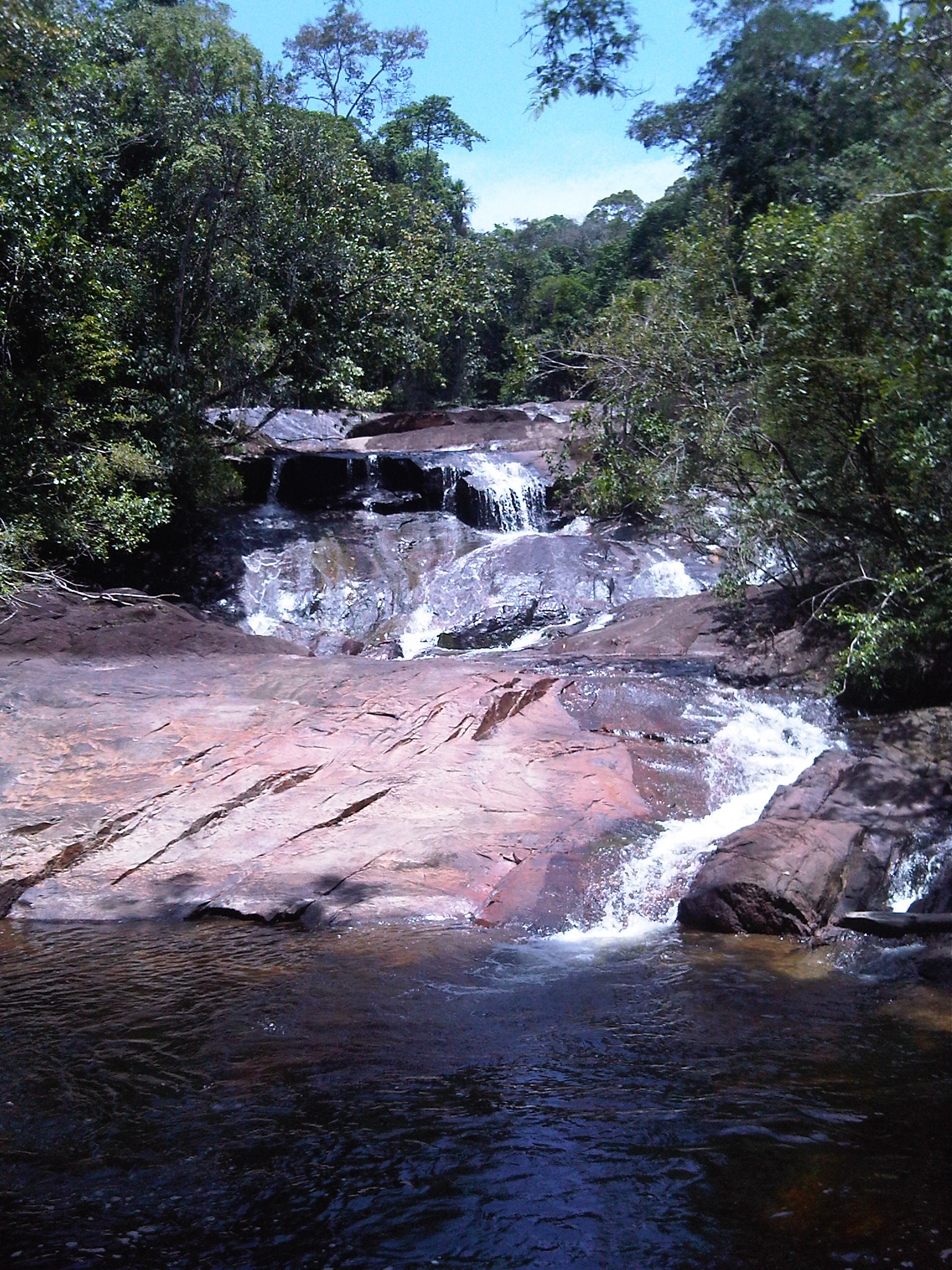
Chutes Voltaire

Le massif est traversé par plusieurs cours d'eau, notamment la Crique Sparouine, ou la Crique Voltaire. Sur cette dernière rivière, les chutes Voltaire sont un lieu de randonnées accessible, très visité.